# Mario Gianani
Mario Gianani (Roma, 1970) è un produttore cinematografico italiano, candidato a cinque David di Donatello.

## Biografia
Nato a Roma nel 1970, nel 2009 ha fondato con Lorenzo Mieli e Saverio Costanzo la casa di produzione cinematografica Wildside. Nel 2010 ha ricevuto due candidature al David di Donatello per Vincere di Marco Bellocchio. Successivamente, ha lavorato alla produzione di film per Fausto Brizzi, Pif, Riccardo Milani e Alessandro Genovesi. Dal 2018 al 2022 ha prodotto la serie televisiva L'amica geniale. Nel 2024 ha lavorato al film C'è ancora domani, esordio alla regia di Paola Cortellesi. 

## Vita privata
Dal 2013 è sposato con la politica del Partito Democratico Marianna Madia, dalla quale ha avuto due figli, Francesco e Margherita. 

## Filmografia

### Cinema
- Private, regia di Saverio Costanzo (2004)
- In memoria di me, regia di Saverio Costanzo (2007)
- Auschwitz 2006, regia di Saverio Costanzo (2007)
- Vincere, regia di Marco Bellocchio (2009)
- 1960, regia di Gabriele Salvatores (2010)
- La solitudine dei numeri primi, regia di Saverio Costanzo (2010)
- Boris - Il film, regia di Giacomo Ciarrapico, Mattia Torre e Luca Vendruscolo (2011)
- Com'è bello far l'amore, regia di Fausto Brizzi (2012)
- Io e te, regia di Bernardo Bertolucci (2012)
- True Love, regia di Enrico Clerico Nasino (2012)
- Un Natale con i fiocchi, regia di Giambattista Avellino (2012)
- Pazze di me, regia di Fausto Brizzi (2013)
- Via Castellana Bandiera, regia di Emma Dante (2013)
- La mafia uccide solo d'estate, regia di Pif (2013)
- Indovina chi viene a Natale?, regia di Fausto Brizzi (2013)
- Incompresa, regia di Asia Argento (2014)
- Io rom romantica, regia di Laura Halilovic (2014)
- Hungry Hearts, regia di Saverio Costanzo (2014)
- Soap opera, regia di Alessandro Genovesi (2014)
- Ogni maledetto Natale, regia di Giacomo Ciarrapico, Mattia Torre e Luca Vendruscolo (2014)
- Nessuno si salva da solo, regia di Sergio Castellitto (2015)
- La solita commedia - Inferno, regia di Fabrizio Biggio, Francesco Mandelli e Martino Ferro (2015)
- Se Dio vuole, regia di Edoardo Falcone (2015)
- Vincenzo da Crosia, regia di Fabio Mollo (2015)
- Forever Young, regia di Fausto Brizzi (2016)
- In guerra per amore, regia di Pif (2016)
- Poveri ma ricchi, regia di Fausto Brizzi (2016)
- Mamma o papà?, regia di Riccardo Milani (2017)
- Questione di karma, regia di Edoardo Falcone (2017)
- Poveri ma ricchissimi, regia di Fausto Brizzi (2017)
- Come un gatto in tangenziale, regia di Riccardo Milani (2017)
- Il tuttofare, regia di Valerio Attanasio (2018)
- Tonno spiaggiato, regia di Matteo Martinez (2018)
- Attenti al gorilla, regia di Luca Miniero (2019)
- Ma cosa ci dice il cervello, regia di Riccardo Milani (2019)
- Pavarotti, regia di Ron Howard (2019)
- Magari, regia di Ginevra Elkann (2019)
- Cetto c'è, senzadubbiamente, regia di Giulio Manfredonia (2019)
- Figli, regia di Giuseppe Bonito (2020)
- Mi chiamo Francesco Totti, regia di Alex Infascelli (2020)
- Rifkin's Festival, regia di Woody Allen (2020)
- Come un gatto in tangenziale - Ritorno a Coccia di Morto, regia di Riccardo Milani (2021)
- Senza fine, regia di Elisa Fuksas (2021)
- E noi come stronzi rimanemmo a guardare, regia di Pif (2021)
- 7 donne e un mistero, regia di Alessandro Genovesi (2021)
- Notre-Dame in fiamme, regia di Jean-Jacques Annaud (2022)
- Le otto montagne, regia di Felix Van Groeningen e Charlotte Vandermeersch (2022)
- L'immensità, regia di Emanuele Crialese (2022)
- Amanda, regia di Carolina Cavalli (2022)
- Siccità, regia di Paolo Virzì (2022)
- Km9, regia di Filippo Valsecchi (2022)
- Grazie ragazzi, regia di Riccardo Milani (2023)
- Patagonia, regia di Simone Bozzelli (2023)
- Finalmente l'alba, regia di Saverio Costanzo (2023)
- C'è ancora domani, regia di Paola Cortellesi (2023)
- Eravamo bambini, regia di Marco Martani (2023)
- Un mondo a parte, regia di Riccardo Milani (2024)
- The Beautiful Game, regia di Thea Sharrock (2024)
- Limonov, regia di Kirill Serebrennikov (2024)
- Conclave, regia di Edward Berger (2024)
- Il complottista, regia di Valerio Ferrara (2024)
- Europa Centrale, regia di Gianluca Minucci (2024)
- Paternal Leave, regia di Alissa Jung (2025)
- La città proibita, regia di Gabriele Mainetti (2025)

### Televisione
- Benvenuti a tavola - Nord vs Sud - serie TV, 32 episodi (2011-2013)
- In Treatment - serie TV, 70 episodi (2013-2016)
- 1992 - serie TV, 10 episodi (2015)
- The Young Pope - serie TV, 10 episodi (2016)
- La mafia uccide solo d'estate - serie TV, 24 episodi (2016-2018)
- 1993 - miniserie TV, 5 episodi (2017)
- Romanzo famigliare - serie TV, 6 episodi (2018)
- Il miracolo - serie TV, 8 episodi (2018)
- I topi - serie TV (2018)
- Romolo + Giuly: La guerra mondiale italiana - serie TV, 18 episodi (2018-2019)
- L'amica geniale - serie TV, 17 episodi (2018-2022)
- 1994 - miniserie TV, 8 episodi (2019)
- The New Pope - miniserie TV, 9 episodi (2019-2020)
- We Are Who We Are - miniserie TV, 8 episodi (2020)
- Speravo de morì prima - miniserie TV, 6 episodi (2021)
- Anna - miniserie TV, 6 episodi (2021)
- Bang Bang Baby - serie TV (2022)
- Mondiali 2006: Destino azzurro - miniserie TV, 4 episodi (2022)
- The Good Mothers - serie TV (2023)
- Everybody Loves Diamonds - serie TV (2023)
- Prima di noi - serie TV, 6 episodi (2024)

### Cortometraggi
- Ape regina, regia di Nicola Sorcinelli (2019)

## Riconoscimenti
- David di Donatello
  - 2010 - Candidatura al miglior film per Vincere
  - 2010 - Candidatura al miglior produttore per Vincere
  - 2014 - Candidatura al miglior film per La mafia uccide solo d'estate
  - 2014 - Candidatura al miglior produttore per La mafia uccide solo d'estate
  - 2024 - Candidatura al miglior produttore per C'è ancora domani
- Nastro d'argento
  - 2014 - Candidatura al miglior produttore per La mafia uccide solo d'estate
  - 2015 - Candidatura al miglior produttore per Se Dio vuole
  - 2015 - Candidatura al miglior produttore per Hungry Hearts
  - 2024 - Film dell'anno per C'è ancora domani
- Premio Gaudí
  - 2024 - Candidatura al miglior film europeo per Le otto montagne
- Ciak d'oro
  - 2010 - Candidatura al miglior produttore per Vincere
  - 2014 - Candidatura al miglior produttore per La mafia uccide solo d'estate
- Gotham Independent Film Awards
  - 2019 - Candidatura alla miglior serie rivelazione - formato lungo per L'amica geniale